# Вієрюдсон
Вієрюдсон (швед. Vierydsån) — річка на півдні Швеції, у лені Блекінге. Площа басейну  —  165,2 км²,  середня річна витрата води — 1,3 м³/с. 